# Ansauvillers
Ansauvillers – miejscowość i gmina we Francji, w regionie Hauts-de-France, w departamencie Oise.
Według danych na rok 1990 gminę zamieszkiwało 927 osób, a gęstość zaludnienia wynosiła 133 osoby/km² (wśród 2293 gmin Pikardii Ansauvillers plasuje się na 309. miejscu pod względem liczby ludności, natomiast pod względem powierzchni na miejscu 693.).